# Distretto di Marcona
Il distretto di  Marcona è uno dei cinque distretti della provincia di Nazca, in Perù. Si trova nella regione di Ica e si estende su una superficie di 1.955,36  chilometri quadrati.